# 1559 Kustaanheimo
1559 Kustaanheimo este un asteroid din centura principală, descoperit pe 20 ianuarie 1942, de Liisi Oterma.